# Matheus Vargas
Matheus de Vargas, meglio noto come Matheus Vargas (Sinop, 18 giugno 1996), è un calciatore brasiliano, attaccante del Paysandu.

## Carriera
Ha giocato nella seconda divisione brasiliana e nella prima divisione dei campionati greco, brasiliano e thailandese.

## Palmarès

### Club

#### Competizioni statali
- Campionato Goiano: 1

Atl. Goianiense: 2020
- Campionato Cearense: 2

Fortaleza: 2021, 2022
- Campionato Pernambucano: 1

Sport Recife: 2023

#### Competizioni regionali
- Copa do Nordeste: 1

Fortaleza: 2022